# Lexikon der Frau
Das Lexikon der Frau ist ein von Gustav Keckeis in den frühen 1950er Jahren initiiertes und herausgegebenes lexikografisches Werk. Mit über 20 Mio. Zeichen und einigen Bildtafeln bündelte es in enzyklopädischer Gedrängtheit Informationen über spezifische Frauen- und Gleichberechtigungsthemen. Blanche Christine Olschak war die Hauptredaktorin.
Es erschien im Zürcher Encyclios-Verlag in zwei Bänden 1953 und 1954. Bereits 1956 gab es für den Buchclub Ex Libris eine Lizenzausgabe, sodass eine für Speziallexika ungewöhnlich große Verbreitung erreicht wurde. In der Schweiz ist es häufig in Antiquariaten auffindbar und in öffentlichen Bibliotheken vertreten.
Die Encyclios Verlags AG war ein Gemeinschaftsprojekt der Verlage Herbert Lang, Eugen Rentsch, Sauerländer und Hans Huber unter dem Spiritus Rector Gustav Keckeis, um nach dem Krieg ein Allgemeinlexikon herauszugeben, das die schweizerischen Fragen und Verhältnisse besonders berücksichtigt. 1948 erschien das Schweizer Lexikon in 7 Bänden. Keckeis sah die Chance, die Verlagsgemeinschaft nicht sogleich wieder aufzuheben, sondern als Anschlussprojekt noch ein Frauen-Lexikon herauszugeben. Das Projekt wurde durch die Arbeit von über 300 Mitwirkenden ermöglicht. Dazu gehörten die Berner Professorin Gertrud Woker, die Schweizer Übersetzerin Elisabeth Gretler, der deutsche Philosoph Friedrich Wilhelm Foerster und Führerinnen von Frauenbewegungen oder Frauenvertretungen weltweit, wie die österreichische Feministin Anna Helene Askanasy, sowie die jeweiligen universitären Fachverantwortlichen.
Sogenannte klassische Frauenbereiche wie Hauswirtschaft oder Sanitätswesen wurden nahtlos mit Lemmata wie Feminismus oder Geschlechtergegensatz zusammengebracht. Viele der dort ausgewiesenen Schriften haben die Aufnahme in die öffentlichen Bibliotheken bisher nicht erreicht.

## Ausgaben
- Gustav Keckeis (Hg.): Lexikon der Frau in zwei Bänden. Bd. 1. A – H. Encyclios Verlag, Zürich 1953.
- Gustav Keckeis (Hg.): Lexikon der Frau in zwei Bänden. Bd. 2. I – Z. Encyclios Verlag, Zürich 1954.